# 2607 Yakutia
2607 Yakutia este un asteroid din centura principală, descoperit pe 14 iulie 1977 de Nikolai Cernîh.